# Liste der Bischöfe von Lavaur
Die folgenden Personen waren Bischöfe von Lavaur, Département Tarn (Frankreich):
- 1317–1338: Roger d’Armagnac (Haus Lomagne)
- 1338–1348: Robert de Foix (Haus Comminges)
- 1348–1357: Archambaud de Lautrec
- 1357–1360: Gilles Aycelin de Montaigu
- 1360–1383: Robert de Vie
- 1383–1390: Gilles de Bellemère
- 1391–1394: Guy de la Roche
- 1394–1397: Bernard de Chevenon
- 1397–1405: Pierre de Vissac
- 1405–1408: Bertrand de Maumont
- 1408–1410: Pierre Neveu
- 1410–1415: Pierre Girard, Pseudokardinal, Apostolischer Administrator
- 1415–1438: Jean Belli
- 1438–1459: Jean Boucher
- 1460–1469: Jean Gentian
- 1469–1497: Jean Vigier
- 1497–1500: Hector de Bourbon
- 1500–1514: Pierre de Rosergues
- 1514: Giulio de’ Medici
- 1514–1525: Simon de Beausoleil
- 1525–1526: Pierre de Buis
- 1526–1540: Georges de Selves
- 1542–1557: Pierre de Mareuil
- 1557–1577: Pierre Danes
- 1577–1582: Pierre Dufaur de Pibrac
- 1582–1583: René de Birague, Kardinal
- 1583–1601: Horace de Birague
- 1606–1636: Claude Duvergier
- 1636–1647: Charles François d’Abra de Raconis
- 1647–1668: Jean-Vincent de Tulles
- 1670–1671: Sébastien de Guémadeuc (auch Bischof von Saint-Malo)
- 1671–1673: Michel Amelot de Gournay
- 1675–1677: René Le Sauvage
- 1677–1685: Charles le Goux de la Berchère
- 1685–1687: Esprit Fléchier
- 1687–1712: Victor-Augustin de Mailly-Nesles
- 1713–1748: Nicolas de Malézieu (Bischof)
- 1748–1764: Jean-Baptiste Joseph de Fontanges
- 1765–1770: Jean-de-Dieu-Raymond de Boisgelin de Cucé
- 1770–1802: Jean-Antoine de Castellane-Saint-Maurice